# گویین (میشیگان)
گویین (به انگلیسی: Gwinn) یک منطقهٔ مسکونی در ایالات متحده آمریکا است که در شهرستان مارکت، میشیگان واقع شده‌است. گویین ۱۳٫۲ کیلومتر مربع مساحت و ۱٬۹۶۵ نفر جمعیت دارد و ۳۳۵ متر بالاتر از سطح دریا واقع شده‌است.